# 米田貴志
米田 貴志（よねだ たかし、1981年12月6日 - ）は、日本の男性キックボクサー。東京都出身。ニュージャパンキックボクシング連盟バンタム級王者。OGUNI-GYM所属。

## 来歴
2001年4月15日、ニュージャパンキックボクシング連盟での河野義和戦でプロデビューし、判定勝ち。デビューから5連勝を果たした。
2002年9月22日、藤原国崇（現・国崇）と対戦し、5RKO負け。キャリア初黒星となった。
2004年10月17日、アーロン・リー（オーストラリア）を判定3-0で下しWMCインターコンチネンタルスーパーバンタム級王座を獲得した。
2005年1月22日、NJKFバンタム級王者となった国崇と再戦するも、判定負けで王座獲得ならず。
2006年3月5日、タップナー・シットロムサイ（タイ / ラジャダムナン・スタジアムおよびWMCスーパーフライ級王者）と対戦し、2度ダウンを奪われたが4Rに3ダウンを奪いKO勝ち。ムエタイ軽量級ラジャダムナン現役王者を右ローキックでKOするという大金星を挙げた。
2006年5月3日、NJKFバンタム級王座次期挑戦者決定戦で美保裕介にローキックでKO勝ち。王者国崇への挑戦権を獲得した。
2006年7月に開幕した真王杯55kgトーナメントに出場。1回戦で牧裕三、準決勝で寺戸伸近、決勝で藤原あらしを下して優勝を果たした。
2007年3月18日、NJKFバンタム級王者・国崇に再挑戦し、判定勝ちで王座を獲得した。
2007年9月、ワンロップに肘で鼻を折られＴＫＯ負け。
2008年3月8日、NJKFでサンティパーブ・シットオーウボンと対戦予定であったが、右足甲を骨折し欠場となった。7月27日、復帰戦で改めてサンティパーブと対戦し、KO負けを喫した。
2009年7月26日、WBCムエタイルール日本統一王座決定トーナメント・フェザー級準決勝でアトム山田に判定負け。
2010年8月1日、NJKFフェザー級王座決定戦で中嶋平八と対戦し、0-2の判定負けを喫し王座獲得はならなかった。

## 戦績
| キックボクシング 戦績 | キックボクシング 戦績 | キックボクシング 戦績 | キックボクシング 戦績 | キックボクシング 戦績 | キックボクシング 戦績 | キックボクシング 戦績 |
| --------------------- | --------------------- | --------------------- | --------------------- | --------------------- | --------------------- | --------------------- |
| 34 試合               | (T)KO                 | 判定                  | その他                | 引き分け              | 無効試合              |                       |
| 22 勝                 | 11                    | 11                    | 0                     | 2                     | 0                     |                       |
| 10 敗                 | 3                     | 7                     | 0                     | 2                     | 0                     |                       |

| 勝敗 | 対戦相手                                   | 試合結果                                    | 大会名 | 開催年月日     |
| ×    | 中嶋平八                                   | 5R終了 判定0-2                              | ニュージャパンキックボクシング連盟「熱風 零七 〜桜井洋平FINAL」 【NJKFフェザー級王座決定戦】                                                                                           | 2010年8月1日   |
| ○    | 心センチャイジム                           | 5R TKO（タオル投入）                        | ニュージャパンキックボクシング連盟「熱風 零四」 【NJKFフェザー級王座決定トーナメント 準決勝】                                                                                          | 2010年5月9日   |
| ×    | アトム山田                                 | 5R終了 判定1-2                              | ニュージャパンキックボクシング連盟 「WBCムエタイルール日本統一王座決定トーナメント準決勝 〜ROAD TO REAL KING 9〜」 【WBCムエタイルール日本統一王座決定トーナメント フェザー級 準決勝】 | 2009年7月26日  |
| ×    | 前田尚紀                                   | 5R終了 判定0-2                              | ニュージャパンキックボクシング連盟「ROAD TO REAL KING I」 | 2009年1月25日  |
| ○    | 岩切博史                                   | 4R 2:25 KO（左ローキック）                  | ニュージャパンキックボクシング連盟 「START OF NEW LEGEND XIII 〜新しい伝説の始まり〜」                                                                                                 | 2008年11月9日  |
| ×    | サンティパーブ・シットオーウボン           | 2R 1:38 KO（3ダウン：左膝蹴り）             | ニュージャパンキックボクシング連盟 「START OF NEW LEGEND IX 〜新しい伝説の始まり〜」                                                                                                   | 2008年7月27日  |
| ○    | RIOT                                       | 5R終了 判定3-0                              | ニュージャパンキックボクシング連盟 「START OF NEW LEGEND IX 〜新伝説の始まり〜 Start Me Up!!」                                                                                         | 2008年1月27日  |
| ×    | ワンロップ・ウィラサクレック               | 2R 2:51 TKO（レフェリーストップ：額カット） | M-1「120th ANNIVERSARY OF JAPAN-THAILAND」 | 2007年9月24日  |
| ×    | ワンロップ・ウィラサクレック               | 5R終了 判定0-2                              | ニュージャパンキックボクシング連盟 「FIGHTING EVOLUTION VI 〜進化する戦い〜」 | 2007年5月13日  |
| ○    | 国崇                                       | 5R終了 判定3-0                              | ニュージャパンキックボクシング連盟 「FIGHTING EVOLUTION III 〜進化する戦い〜」 【NJKFバンタム級タイトルマッチ】                                                                        | 2007年3月18日  |
| ○    | 藤原あらし                                 | 5R 1:26 KO（左跳び膝蹴り）                  | ニュージャパンキックボクシング連盟 「真王杯 55kg・60kg オープントーナメント（ADVANCE X 〜前進〜）」 【真王杯 55kgトーナメント 決勝】                                                   | 2006年11月23日 |
| ○    | 寺戸伸近                                   | 5R終了 判定3-0                              | ニュージャパンキックボクシング連盟 「真王杯 55kg・60kg オープントーナメント（ADVANCE VIII 〜前進〜）」 【真王杯 55kgトーナメント 準決勝】                                              | 2006年9月24日  |
| ○    | 牧裕三                                     | 2R 2:32 TKO（額カット）                     | ニュージャパンキックボクシング連盟 「真王杯 55kg・60kg オープントーナメント（ADVANCE VII 〜前進〜）」 【真王杯 55kgトーナメント 1回戦】                                                | 2006年7月22日  |
| ○    | 美保裕介                                   | 3R 1:49 KO（ローキック）                    | ニュージャパンキックボクシング連盟 「ADVANCE IV 〜前進〜」 【NJKFバンタム級王座次期挑戦者決定戦】                                                                                      | 2006年5月3日   |
| ○    | タップナー・シットロムサイ                 | 4R 2:16 KO（3ダウン：右ローキック）         | ニュージャパンキックボクシング連盟 「ADVANCE II 〜前進〜」 | 2006年3月5日   |
| ○    | アーロン・リー                             | 5R終了 判定                                 | XPLOSION SUPER FIGHT 12 【WBCムエタイ・インターナショナル55kg級タイトルマッチ】 | 2005年12月10日 |
| ×    | サナパー・コビットジム                     | 5R終了 判定1-2                              | ニュージャパンキックボクシング連盟 「INFINITE CHALLENGE IX 〜無限の挑戦〜」 | 2005年10月9日  |
| △    | ヨックノイ・シラッピッ                     | 5R終了 判定0-0                              | ニュージャパンキックボクシング連盟 「INFINITE CHALLENGE VII 〜無限の挑戦〜」 | 2005年7月23日  |
| ○    | 山本ノボル                                 | 5R終了 判定3-0                              | ニュージャパンキックボクシング連盟 「INFINITE CHALLENGE IV 〜無限の挑戦〜」 | 2005年5月3日   |
| ×    | 藤原国崇                                   | 5R終了 判定0-3                              | ニュージャパンキックボクシング連盟 「INFINITE CHALLENGE I 〜無限の挑戦〜」 【NJKFバンタム級タイトルマッチ】                                                                            | 2005年1月22日  |
| ×    | ウィチャーンサック・ホー・サムラーンウット | 判定                                        | サムロンスタジアム | 2004年12月5日  |
| ○    | アーロン・リー                             | 5R終了 判定3-0                              | ニュージャパンキックボクシング連盟 「X-DUEL VIII 〜終わりなき決戦〜 TOSHIMAX」 【WMCインターコンチネンタルスーパーバンタム級タイトルマッチ】                                           | 2004年10月17日 |
| ○    | 若林直人                                   | 2R 1:09 KO（左ローキック）                  | ニュージャパンキックボクシング連盟 「X-DUEL VI 〜終わりなき決戦〜」 | 2004年8月8日   |
| ○    | デン・ノーイ                               | 4R KO（肘打ち）                             | オーストラリア 【WMCインターコンチネンタルスーパーバンタム級王座次期挑戦者決定戦】 | 2004年6月27日  |
| △    | ソントーン・シットゴーソン                 | 5R終了 判定0-1                              | ニュージャパンキックボクシング連盟 「X-DUEL II 〜終わりなき決戦〜」 | 2004年3月6日   |
| ○    | 海老沢朋和                                 | 3R KO                                       | 日本キックボクシング連盟「2003 首領底シリーズ ファイナル」 | 2003年12月13日 |
| ○    | 弘中史樹                                   | 5R終了 判定3-0                              | ニュージャパンキックボクシング連盟「Hot blood kick boxing」 | 2003年4月6日   |
| ○    | ソンダム・トウンナコンポーム               | 1R KO                                       | サムロンスタジアム | 2002年12月21日 |
| ×    | 藤原国崇                                   | 5R 0:17 KO                                  | ニュージャパンキックボクシング連盟「DREAM RUSH 7」 | 2002年9月22日  |
| ○    | 戸部隆一                                   | 3R終了 判定3-0                              | ニュージャパンキックボクシング連盟「DREAM RUSH 3」 | 2002年4月29日  |
| ○    | 星雄晴                                     | 3R終了 判定3-0                              | ニュージャパンキックボクシング連盟「DREAM RUSH 2」 | 2002年3月3日   |
| ○    | 和知英世                                   | 3R終了 判定3-0                              | ニュージャパンキックボクシング連盟「CHALLENGE TO MUAYTHAI 10」 | 2001年11月2日  |
| ○    | 金子光一                                   | 2R 0:33 KO（膝蹴り）                        | ニュージャパンキックボクシング連盟「CHALLENGE TO MUAYTHAI 9」 | 2001年10月8日  |
| ○    | 河野義和                                   | 3R終了 判定3-0                              | ニュージャパンキックボクシング連盟「CHALLENGE TO MUAYTHAI 5」 | 2001年4月15日  |

## 獲得タイトル
- WMCインターコンチネンタルスーパーバンタム級王座（2004年）
- WBCムエタイ・インターナショナル55kg級王座（2005年）
- 真王杯 55kgトーナメント 優勝（2006年）
- ニュージャパンキックボクシング連盟バンタム級王座（2007年）